# D (バンド)
D（ディー）は、日本のヴィジュアル系ロックバンド。2003年に結成。GOD CHILD RECORDS所属。2008年にavex traxよりメジャー・デビュー。

## 解説

バンドのロゴ

2003年SyndromeのASAGI、SIN、Ruizaが中心となって結成。
結成以来特定の事務所に所属せず、メンバーと少数のスタッフのみでマネージメントを自ら行ってきており、2006年に自らの所属事務所GOD CHILD RECORDSを設立。代表取締役はASAGI。アルバム『The name of the ROSE』や『Tafel Anatomie』などの作品を発表。リリースされたCDがオリコンインディーズチャート1位を獲得。総合チャートでも上位を記録し、2006年末には渋谷公会堂を完売。
インディーズ時代の音源製作には「NEW BLOOD 〜second impact〜」以来、加瀬竜哉が共同プロデューサーとして参加、アレンジを共同で行っていた。レナが製作途中に脱退した「The name of the ROSE」初回盤においては、ベースパートを急遽加瀬の演奏に差し替えて発売された。彼らの代表曲である「Night-Ship"D"」「Fanfare」では観客が一斉に小旗を振り、「桜花咲きそめにけり」「風がめくる頁」では扇子を用いるなどのパフォーマンスがある。
2007年12月にスマイルカンパニーとマネージメント契約、エイベックスとレーベル契約を果たし2008年5月7日、avex traxより、岡野ハジメプロデュースでメジャー第1弾シングル「BIRTH」を発売。ノータイアップにもかかわらずオリコン週間チャートにて自身最高位となる8位を獲得。その後もリリースする作品がオリコンチャートTOP10を獲得し、2010年3月10日リリース「風がめくる頁」では初のドラマタイアップにも抜擢された。スマイルカンパニーとのマネジメント契約期間内もGOD CHILD RECORDSとの業務は継続されており（ただし業務の分担の詳細は公表されていない）、一部グッズの販売は同社から行われている。
2011年6月をもって、スマイルカンパニーおよびavexとの契約を終了し、再びインディーズでGOD CHILD RECORDSをマネジメントとする活動に戻る。avexとの契約終了に関してはASAGIが公式サイトの日記で、音源の発売ペースに関する条件などが同社と折り合わなかったことを理由として明かしており、またスマイルカンパニーとの契約満了に関しても円満なものであることを強調している。
2011年に開催されたD初のワールドツアーの成功により、2012年に世界10カ国を回るワールドツアーが開催される。2012年春、吉本興業内のY-YARDとマネジメント契約することを発表した。新譜の制作・発売・販売はY-YARD自身がインディーズのレコードレーベルとして行い、流通はBounDEEに委託。GOD CHILD RECORDSの業務も継続。
2013年4月12日の渋谷公会堂でのライブで、ビクターエンタテインメントと契約。再度のメジャー契約締結を発表。
2014年8月29日の赤坂BLITZのワンマンライブにおいて、舞浜アンフィシアターでのワンマンライブを最後にASAGIの持病である顎関節症の治療の理由により活動休止することを発表。翌2015年8月より活動再開。
2023年5月19に無期限活動休止を発表し、2024年3月7・8日にラストライブを開催し無期限活動休止した。

## メンバー
- ASAGI（アサギ、Vocal）

ex.→Balsamic→JE*REVIENS→Syndrome(浅葱)→D / 胡蝶
秋田県出身、8月29日生まれ。血液型A型。乙女座。身長：178cm、体重：59kg。
影響を受けた音楽：BOØWY、X-JAPAN、LUNA SEA、BUCK-TICK、GLAY、L'Arc〜en〜Ciel、MALICE MIZER、エンヤ、ビョーク、サラ・ブライトマン。
詳細は本人の項目を参照。
- Ruiza（ルイザ、Guitar）

ex.→関西ジャニーズJr.→AurLovague→Distray→LAYBIAL(涙沙)→Syndrome→D
兵庫県伊丹市出身、2月18日生まれ。血液型A型。水瓶座。身長：5cm、体重：1t。
影響を受けた音楽：X-JAPAN、LUNA SEA、L'Arc〜en〜Ciel、黒夢、IRON MAIDEN、DREAM THEATRE
2012年にはMI JAPAN主催のRuiza ギタークリニックも開催している。
ギターインストシングルamenity againとミニアルバムのabyssをリリースしており、Dの活動休止後はバンド形式のソロプロジェクトを開始( サポートメンバーはTsunehito,Seth(Moi Dix Mois)、美景（元Chariots）)
高校時代、「中浜慶幸」として関西ジャニーズJr.に所属していた。
- HIDE-ZOU（ヒデゾウ、Guitar）

ex.→Lapis→Clair de Lune→As'REAL→S to M→D(HIDE-ZOU/英蔵)/ アイオロス
神奈川県出身、11月19日生まれ。血液型O型。蠍座。身長：172cm、体重：55kg。
影響を受けた音楽：X-JAPAN、LUNA SEA。ほかには、Laputaの元ギタリストKouichiに対するリスペクトを表明している。グッズもたくさん持ってるほか、「Kouichiさんの機材を参考に買ったことがありました」と述べている
As'REAL時代にはヴォーカルであり、2021年より自身がヴォーカルをとるソロ活動を開始。活動休止後はソロ活動を継続しつつ他バンドのサポートや編曲などの音楽活動を行なっている。
- Tsunehito（ツネヒト、Bass）

ex.→Relude→ギブス→SCISSOR→D（Tsunehito/恒人）
神奈川県横浜市出身、3月5日生まれ。血液型不明。魚座。身長：169cm、体重：48kg。
影響を受けた音楽：TM NETWORK、ユニコーン、黒夢、ランシド
活動休止後はRuiza、Kaya、HIZAKIなどのサポートを行なっている。
- HIROKI（ヒロキ、Drums）

ex.→OVERTKER→未散プロジェクト→Aioria→S to M→D(HIROKI/大城) / アイオロス、MU:TATION
群馬県出身、7月20日生まれ。血液型AB型。蟹座。身長：178cm、体重：60kg。
影響を受けた音楽：BUCK-TICK、DEAD END
活動休止後は多数のバンドおよびASAGIのソロ活動のサポート。またパンクバンド「THE 院」や歌謡曲カバーバンド「EAST」などでも活動。

### 旧メンバー
- SIN（Guitar）

WITH SEXY、覇叉羅(Vasalla)の元メンバー。SyndromeではASAGIやRuizaとともに活動。結成わずか半年足らずで突如脱退した。2025年1月にRENAMEに加入。
- レナ（Bass）

元は広島バンドPERSONAで活動し、結成当初よりDに参加。無料配付シングルとなった「Alice」の作曲者。2005年7月23日に突如脱退。

### The Night of Children
2003年7月にSINの突然の脱退とRuizaの入院が重なり、活動が不可能な状態になっていたDが、元As'REALの英蔵と元Domestic†ChildのTetsuをサポートに迎えて活動していた時期に名乗っていたバンド名。D復活に際して、英蔵は正式にDに加入した。

## 来歴
2003年
- 4月3日、シークレットライブ。
- 4月6日、川崎CLUB CITTA'でのライブイベント「SHOCK JAM #001」から、正式に活動開始。
- 7月7日、SINの脱退、Ruizaの入院によりD活動休止。サポートを迎え、“The Night of Children”として活動する。
- 7月18日、Mini album「NEW BLOOD」発売。
- 8月2日、初の主催イベント「Mad tea party」を高田馬場AREAで開催。
- 9月27日、高田馬場AREAでのライブでD復活。サポートギタリストのHIDE-ZOUを正式メンバーに。
- 11月27日、目黒鹿鳴館ワンマン「Believe or not Believe」。

2004年
- 1月7日、Mini album「Paradox」発売。
- 1月24日、高田馬場AREAワンマン「現実と非現実のParadox」
- 2月27日から、「TOUR-2004 CANNONBALL vol.1」に参加。
- 2月18日、高田馬場AREA 主催イベント「Mad tea party vol.2」
- 3月27日から、「stylish wave CIRCUIT'04 春の嵐」に参加。
- 5月6日、渋谷O-WESTにて、一周年記念ワンマン「夢なりし空中庭園」を開催。
- 5月12日、Maxi single「夢なりし空中庭園」発売。
- 5月22日、札幌アビーロードにてワンマン「夢なりし空中庭園」。
- 6月25日、高田馬場AREA「D主催“Mad tea party vol.3”」
- 10月1日、高田馬場AREA D主催「Mad tea party vol.4」
- 11月4日から、D初のライブツアー、東名阪ワンマンLIVE TOUR「繭月の棺」を開催。
- 11月4日、東名阪ワンマンLIVE TOUR「繭月の棺」渋谷O-WEST 〜東京羽化〜公演にてCD「繭月の棺」発売。
- 11月13日、東名阪ワンマンLIVE TOUR「繭月の棺」名古屋ell.FITS ALL 〜名古屋羽化〜公演にてCD「繭月の棺」発売。
- 11月23日、東名阪ワンマンLIVE TOUR「繭月の棺」OSAKA MUSE 〜大阪羽化〜公演にてCD「繭月の棺」発売。
- 12月8日、Mini album「NEW BLOOD 〜second impact〜」発売。

2005年
- 1月12日、Maxi single「真昼の声 〜Synchronicity〜」発売。
- 2月17日、渋谷O-EASTにてワンマン「真昼の声 〜Synchronicity〜」開催。入場者全員に未発表曲音源無料配布。
- 3月12日、高田馬場AREA 『Mad tea party Vol.5』〜薔薇より赤く〜
- 3月13日、高田馬場AREA 『Mad tea party Vol.6』〜闇より黒く〜
- 4月6日、「真昼の声 〜Synchronicity〜」「NEW BLOOD 〜second impact〜」それぞれ通常盤発売。
- 4月9日から、2nd ANNIVERSARYワンマンTOUR 2005「THE PHANTOM OF THE OPERA」開催。
- 5月21日、ツアーファイナル公演をLIQUID ROOM ebisuで開催。
- 6月22日、渋谷O-EASTにて、EDISIDE 「D」Ver.「闇より暗い慟哭のアカペラと薔薇より赤い情熱のアリア」発売記念イベント開催。
- 6月28日、OSAKA MUSEにて、EDISIDE 「D」Ver.「闇より暗い慟哭のアカペラと薔薇より赤い情熱のアリア」発売記念イベント開催。
- 6月29日、名古屋E.L.Lにて、EDISIDE 「D」Ver.「闇より暗い慟哭のアカペラと薔薇より赤い情熱のアリア」発売記念イベント開催。
- 7月23日、大阪市内のCDショップで開催されたインストアイベントにおいて、アルバムのレコーディング中にレナが「一身上の都合により」脱退していたことが発表される。この日以降のイベントライブおよびツアーではHIDE-ZOUがベースを持ち、シングルギター編制でライブを決行した。
- 8月7日、D presents 「Mad tea party MAGAZINE」創刊号発売。
- 8月8日から、D'espairsRay、とのカップリングツアー「月下双影」開催。
- 8月19日、LIQUID ROOM ebisuにてD主催「Mad tea party vol.7」開催。
- 8月22日、大阪BIGCAT 「Mad tea party vol.7」開催。
- 8月23日、大阪BIGCAT 「Mad tea party vol.7」開催。
- 8月24日、名古屋E.L.L 「Mad tea party vol.7」開催。
- 9月26日から、1st Full Album「The name of the ROSE」発売記念ワンマンTOUR 2005「Sub Rosa」〜薔薇の名の下に集え〜」開催。初日SHIBUYA-AX。
- 9月28日、1st Full album「The name of the ROSE」発売。
- 10月20日、D presents 「Mad tea party MAGAZINE」Vol.02発売
- 12月5日、ツアーファイナルをSHIBUYA-AXで開催。Tsunehito加入。

2006年
- 2月1日、Mad tea party MAGAZINE」vol.3, D presents「MTPMα SPECIAL PHOTO BOOK「THE BASSISTS＆D」二冊同時発売。
- 2月8日、「The name of the ROSE」通常盤発売。
- 2月15日、渋谷O-EAST「Mad tea party vol.8」開催。
- 2月20日、OSAKA MUSE「Mad tea party vol.9」開催。
- 2月22日、名古屋ELL「Mad tea party vol.10」開催。
- 3月20日から、3rd ANNIVERSARYワンマンTOUR 2006「Ultimate lover」開催。
- 5月3日、「PARADOX」「夢なりし空中庭園」それぞれ通常盤発売。
- 5月10日、「Mad tea party MAGAZINE」Vol.04、「Blitz〜雷光〜」〜MTPMα02 SPECIAL PHOTO BOOK 「THE GUITARISTS＆D」二冊同時発売。
- 5月21日、3rd ANNIVERSARYワンマンTOUR 2006 「Ultimate lover」ツアーファイナルを日本青年館で開催。入場者全員に3rd ANNIVERSARYメモリアルDVD無料配布。
- 7月12日、Ruiza SOLO CD「amenity gain」発売。「Mad tea party MAGAZINE」vol.5、二冊同時発売、「Blitz〜雷鳴〜」〜MTPMα03 SPECIAL PHOTO BOOK "THE GUITARISTS＆D"〜二冊同時発売。
- 7月19日、東名阪2daysワンマンツアー「from Dusk till Dawn」第一夜を『大阪MUSE』で開催。
- 7月20日、東名阪2daysワンマンツアー「from Dusk till Dawn」第二夜を『大阪MUSE』で開催。
- 7月24日、東名阪2daysワンマンツアー「from Dusk till Dawn」第三夜を『代官山UNIT』で開催。
- 7月25日、東名阪2daysワンマンツアー「from Dusk till Dawn」第四夜を『代官山UNIT』で開催。
- 7月29日、東名阪2daysワンマンツアー「from Dusk till Dawn」第五夜を『名古屋ell.FITS ALL』で開催。
- 7月30日、東名阪2daysワンマンツアー「from Dusk till Dawn」第六夜を『名古屋ell.FITS ALL』で開催。
- 8月3日、シングル「太陽を葬る日」発売。
- 8月4日、「STORMY SUMMER 2006」発売。
- 8月4日、札幌KRAPS HALL「Mad tea party vol.11」開催。
- 8月7日、新潟LOTS「Mad tea party vol.12」開催。
- 8月9日、仙台CLUB JUNK BOX「Mad tea party vol.13」開催。
- 8月12日、さいたま新都心HEAVEN'S ROCK VJ-3「Mad tea party vol.14」開催。
- 8月15日、広島ナミキジャンクション「Mad tea party vol.15」開催。
- 8月16日、福岡DRUM Be-1「Mad tea party vol.16」開催。
- 8月18日、名古屋E.L.L「Mad tea party vol.17」開催。
- 8月21日、大阪BIG CAT「Mad tea party vol.18」開催。
- 8月31日、渋谷AX「Mad tea party vol.19」開催。
- 9月20日、ASAGI SOLO CD 「Corvinus（コルヴィヌス）」Eau de toilette 「Corvinus（コルヴィヌス）」同時発売。
- 9月20日、Mad tea party MAGAZINE」vol.6、『Noir』〜MTPM α 04 SPECIAL PHOTO BOOK "THE VOCALISTS＆D"〜二冊同時発売。
- 10月14日から、New Album 発売記念ワンマンTOUR 2006 「Tafel Anatomie」を開催。
- 10月18日、2nd Full album「Tafel Anatomie（ターヘル アナトミア）」初回限定盤 発売。
- 11月22日、2nd Full album「Tafel Anatomie（ターヘル アナトミア）」通常版 発売。
- 12月6日、New Album 発売記念ワンマンTOUR 2006 「Tafel Anatomie」ツアーファイナルを渋谷公会堂で開催。入場者全員に未発表曲音源（CD SINGLE）無料配布。
- 12月7日、Dオフィシャルファンクラブ「Ultimate lover」発足。
- 12月10日、Mad tea party MAGAZINE Vol.07、『Blanc』〜MTPM α 05 SPECIAL PHOTO BOOK "THE VOCALISTS＆D"〜二冊同時発売。

2007年
- 1月6日、高田馬場AREAにてD OFFICIAL FAN CLUB主催「Ultimate lover第一夜」
- 2月16日から、東名阪ワンマンTOUR2007 「Another face」開催。
- 3月6日、新宿LOFTにてD OFFICIAL FAN CLUB主催「Ultimate lover第二夜」
- 3月7日、新宿LOFTにてD OFFICIAL FAN CLUB主催「Ultimate lover第三夜」
- 3月14日、LIVE DVD「D TafelAnatomie TOUR2006~12.06渋谷公会堂~」発売。
- 4月25日、「Dearest you」初回限定盤、通常版同時発売。
- 4月30日から、D初のホールツアー「Dearest you」TOUR2007を開催。
- 7月18日「桜花咲きそめにけり」初回限定盤、通常版同時発売。
- 7月22日から、ワンマンツアー2007「Neo culture」開催。
- 8月15日、「Schwarzschild」初回限定盤、通常版同時発売。
- 8月30日、ワンマンツアー2007「Neo culture」ツアーファイナルを日比谷野外大音楽堂で開催。
- 11月3日、D 学園祭LIVE 跡見学園女子大学 音楽鑑賞企画部主催 D Live「EDEN」を跡見学園女子大学体育館にて開催。
- 11月7日、「Neo culture~Beyond the world~」完全初回限定盤Atype,Btype、通常盤発売。
- 11月15日から、New Album発売記念ワンマンTOUR2007「Neo culture」~Beyond the world~開催。
- 12月21日、TOUR2007「Neo culture」~Beyond the world~ツアーファイナルをZepp Tokyoで開催。
- 12月29日、大宮ソニックシティにてBEAT SHUFFLE LIVE SIDE2007~9th Anniversary~に参加。

2008年
- 1月14日、名古屋ELL にてD OFFICIAL FAN CLUB主催「Ultimate lover第七夜」
- 1月19日、OSAKA MUSE にてD OFFICIAL FAN CLUB主催「Ultimate lover第八夜」
- 2月1日、Shibuya O-EAST にてD OFFICIAL FAN CLUB主催「Ultimate lover第九夜」
- 2月23日から、インディーズラストワンマンツアーD LIVE TOUR2008「Follow me」開催。
- 5月5日、D LIVE TOUR2008「Follow me」のツアーファイナルを赤坂BLITZで開催。
- 5月7日、メジャーデビューシングル「BIRTH」発売。
- 7月19日、abingdon boys school MATCH UP '08のzepp tokyo公演に出演。
- 7月20日、abingdon boys school MATCH UP '08のzepp osaka公演に出演。
- 7月30日、DVD「LAST INDIES TOUR2008 Follow me~05.05 FINAL 赤坂BLITZ」初回限定盤、通常盤発売。
- 8月2日、メジャーデビュー記念ワンマンライブ「BIRTH〜空への回帰〜を新木場スタジオコーストで開催。
- 9月3日、メジャー2ndシングル「闇の国のアリス/波紋」発売。
- 9月21日から、D TOUR2008 「Alice in Dark edge」開催。
- 12月22日、D TOUR2008 「Alice in Dark edge」のツアーファイナルを渋谷C.C Lemon HALLで開催。

2009年
- 1月21日、メジャー3rdシングル「Snow White」発売。
- 2月25日、メジャー1stフルアルバム「Genetic World」発売。
- 3月18日、LIVE DVD「Alice in Dark edge FINAL(渋谷C.C Lemonホール公演）」、D TOUR2008 「Alice in Dark edge」LIVE ALBUM＋PHOTO BOOK同時発売。
- 4月11日から、D TOUR2009 「Genetic World」開催。
- 5月22日「FOOL'S MATE 09〜earlysummer scream〜」渋谷O-WEST公演に参加。
- 5月24日「FOOL'S MATE 09〜earlysummer scream〜」水戸LIGHT HOUSE公演に参加。
- 5月28日から、「Keasler Japan Limited Presents[-black:shaft-]」ツアーに参加。ツアーファイナルは品川ステラボール。
- 6月21日、D TOUR2009 「Genetic World」ツアーファイナルを品川ステラボールで開催。
- 7月24日、SHIBUYA-AXで開催された「NACK5 BEAT SHUFFLE LIVE SIDE EXTRA」に参加。
- 8月16日から、「Fool’s Fest 09 -midsummer dream-」に参加。
- 9月4日、D OFFICIAL FAN CLUB主催「Ultimate lover第十夜」をLIQUID ROOM ebisuにて開催。
- 9月23日、メジャー4thシングル「Tightrope」発売。
- 9月27日、横浜スタジアムで開催された「Think the water,Feel the music. LIVE for LOVE We support WaterAid」に参加。
- 10月10日、河口湖ステラシアターで開催された「FUJIYAMA MUSIC FESTIVAL09」に参加。
- 10月13日、名古屋club Diamond Hall「Mad tea party vol.20」開催。
- 10月14日、大阪BIG CAT「Mad tea party vol.21」開催。
- 10月24日、幕張メッセ国際展示場9・10・11ホールで開催された「V-ROCK FESTIVAL’09」に参加。
- 11月17日、品川ステラボール「Mad tea party vol.22」開催。
- 12月2日、メジャー5thシングル「Day by Day」[5]発売。
- 12月4日から、東名阪TOUR「Tightrope〜見えない力が 今 私を動かす〜」開催。
- 12月31日、渋谷C.C.Lemonホールで開催された「Over The Edge ‘09」に参加。

2010年
- 1月7日、D OFFICIAL FAN CLUB主催「Ultimate lover第十一夜」を名古屋E.L.Lの公演中、ASAGIが過労による体調不良のため倒れ公演が中止になる。
- 1月24日、D OFFICIAL FAN CLUB主催「Ultimate lover第十二夜」をOSAKA MUSEで予定されていたファンクラブ限定ライブを、ASAGIが療養中のため急遽ヴォーカルレスの編成で行う。
- 1月31日、D OFFICIAL FAN CLUB主催「Ultimate lover第十三夜」をLIQUID ROOM ebisuで予定されていたファンクラブ限定ライブを、ASAGIが療養中のため急遽ヴォーカルレスの編成で行う。
- 3月10日、メジャー6thシングル「風がめくる頁」発売[6]。
- 3月13日から、D 7th ANNIVERSARY TOUR「7th Rose」開催。ASAGI復帰。
- 3月24日、メジャー2ndアルバム「7th Rose」発売[7]。
- 3月31日、1stビデオクリップ集 D 1st Video Clips発売。
- 4月25日、D 7th ANNIVERSARY TOUR「7th Rose」ツアーファイナルを品川ステラボールで開催。
- 5月1日から、7th Anniversary Special Premium Liveを開催。
- 6月15日、D Major 2nd ANNIVERSARY LIVE2010「螺旋城〜第一の扉」をShibuya O-EASTで開催。
- 7月18日、D Major 2nd ANNIVERSARY LIVE2010「螺旋城〜第二の扉」をLIQUID ROOM ebisuで開催。
- 7月28日、メジャー7thシングル「赤き羊による晩餐会」発売とともにHPQへ移動。
- 8月14日、ヴィドールとのツーマンライブD × Vidoll「Vid D Party」をLIQUID ROOM ebisuで開催。
- 8月22日、NAMBA HATCHで開催されたFM OSAKA 開局40周年記念“BUZZ ROCK”presents 「BUZZ MANIAX」に参加。
- 9月4日、D Major 2nd ANNIVERSARY LIVE2010「螺旋城〜第三の扉」を赤坂BLITZで開催。
- 9月21日、D Major 2nd ANNIVERSARY LIVE2010「螺旋城〜第四の扉」を大阪MUSEで開催。
- 9月22日、D Major 2nd ANNIVERSARY LIVE2010「螺旋城〜第五の扉」を名古屋ell.FITS ALLで開催。
- 11月17日、メジャー8thシングル「In the name of justice」発売。
- 11月24日から、D TOUR 2010 「In the name of justice」を開催。

2011年
- 1月12日、メジャー3rdアルバム「VAMPIRE SAGA」発売。
- 1月26日、カバーコンピレーションアルバム「CRUSH! -90's V-Rock best hit cover songs-」にてMALICE MIZERの月下の夜想曲をカバー。
- 4月27日、ライブDVD D Tour 2010 In the name of justice FINAL DVD 発売。
- 5月7日〜5月22日に初の海外ツアー「VAMPIRE SAGA in Europe 〜Path of the Rose〜」を欧州で行う。
- 6月30日、avexおよびスマイルカンパニーとの契約を終了、インディーズに戻る。
- 7月28日、会場及び通信販売限定シングル『鳥籠御殿 〜L' Oiseau bleu〜』発売。
- 8月27日、D official FACEBOOK page をオープン。
- 8月31日、U STREAMにて『D tour 2011「鳥籠御殿 L'Oiseau bleu』東京公演ファイナルを生中継、インターネットを通じて全世界に配信。
- 10月20日、D初の海外ツアーのドキュメントDVD『D TOUR 2011 VAMPIRE SAGA-Path of the Rose-European Tour and A-Kon Documentary DVD』発売。
- 10月31日、『D Tour 2011 VAMPIRE SAGA Path of the Rose Memorial Book』を『Music Japan Plus Store』及び『Cool Japan Store』にて数量限定販売。
- 11月11日〜11月12日 『Pacific Media Expo 2011 』にて2度目の海外公演決定。
- 11月21日、会場及び通信販売限定ミニアルバム 「皇帝（ファンディー）〜闇に生まれた報い〜」発売。
- 11月24日、から、『D TOUR 2011 Legend of 黒竜「皇帝（ファンディー）〜闇に生まれた報い〜」』開催。ファイナルは12月29日にSHIBUYA-AXにて開催。

2012年
- 1月10日、通販限定新春お楽しみ袋発売。
- 2月13日、FC 「Ultimate lover」 発足5周年記念特別企画、FC限定音源「Ultimate lover」、「Nyanto-shippo"De"!?」発売。
- 2月17日、FC 「Ultimate lover」 発足5周年記念特別企画、東名阪3Days in大阪-第1弾、D OFFICIAL FAN CLUB主催「Ultimate lover第十七夜」を江坂MUSEで公演。
- 2月18日、FC 「Ultimate lover」 発足5周年記念特別企画、東名阪3Days in大阪-第2弾、2ショット撮影会をチサンホテル心斎橋「第一会議室」で開催。
- 2月19日、FC 「Ultimate lover」 発足5周年記念特別企画、東名阪3Days in大阪-第3弾、【日帰りバスツアー・淡路島の旅】開催。
- 2月24日、FC 「Ultimate lover」 発足5周年記念特別企画、東名阪3Days in名古屋-第1弾、D OFFICIAL FAN CLUB主催「Ultimate lover第十八夜」を名古屋ell.FITS ALLで公演。
- 2月25日、FC 「Ultimate lover」 発足5周年記念特別企画、東名阪3Days in名古屋-第2弾、2ショット撮影会を名古屋プリンセスガーデンホテル「ジャスミン」で開催。
- 2月26日、FC 「Ultimate lover」 発足5周年記念特別企画、東名阪3Days in名古屋-第3弾、【日帰りバスツアー・南知多の旅】開催。
- 2月24日、FC 「Ultimate lover」 発足5周年記念特別企画、東名阪3Days in東京-第1弾、D OFFICIAL FAN CLUB主催「Ultimate lover第十九夜」を恵比寿リキッドルームで公演。
- 2月25日、FC 「Ultimate lover」 発足5周年記念特別企画、東名阪3Days in東京-第2弾、2ショット撮影会を角筈区民ホールで開催。
- 2月26日、FC 「Ultimate lover」 発足5周年記念特別企画、東名阪3Days 企画in東京-第3弾、【日帰りバスツアー・南知多の旅】開催。
- 4月2日、大阪BIG CAT「Mad tea party vol.23」開催。
- 4月2日、FM NACK5 79.5MHz『STROBE NIGHT』内Y-YARD Rockradio「Dの薔薇塩！」にてラジオレギュラー出演決定。
- 4月3日、名古屋E.L.L「Mad tea party vol.24」開催。
- 4月8日、横浜BLITZ「Mad tea party vol.25」開催。
- 4月21日〜5月9日にDにとって2回目の海外ツアー追加公演のポーランドを含めて10カ国で開催。
- 4月25日、「Mad tea party MAGAZINE Vol.12 」＆ 「MTPMα 10 -SPECIAL PHOTO BOOK-」2冊同時発売。
- 5月、よしもとクリエイティブエージェンシー内のY-YARDとマネジメント契約することを発表。GOD CHILD RECORDSの業務も継続する。
- 5月12日、六本木ヒルズアリーナで行われた映画『ダークシャドウ』ジャパンプレミア後の数人しか招待されていないプライベートアフターパーティにASAGIが招待された。ファンと以前から公言しDに対してメッセージDVDまで贈っていた監督のティムバートンとの夢の対談が実現された。
- 5月17日〜5月21日にD初の南米ツアーをアルゼンチン、ブラジル、チリで開催。
- 5月25日、海外在住者向けオフィシャル D FCサイトUltimate lover Globalをリリース。
- 5月25日、通算17枚目のシングル「Dying Message」をリリース。
- 7月18日、通算18枚目のシングル「断罪の銃士（ガンナー）」をリリース[8]。
- 7月28日、から、『D TOUR 2012 断罪の銃士（ガンナー）』開催。ファイナルは8月26日にSHIBUYA-AXにて開催。
- 11月14日、通算5枚目のミニアルバム 「名もなき森の夢語り」発売。
- 12月30日、D 結成10周年記念FCイベント、Official Fan Club "Ultimage lover"会員限定『Night-Ship"D"』 Music Video撮影見学ツアー＆親睦旅行開催。

2013年
- 1月26日、D Official Fun Club限定ワンマン Ultimate lover 第二十夜「しろろの森」開催。
- 4月7日、D 10th Anniversary GOD CHILD RECORDS Best Selection「Treasure Box」発売。
- 4月12日、D 結成10周年記念ライブ、D 10th Anniversary Special Premium Live「Bon Voyage!」開催。再度のメジャー進出を発表。
- 8月21日、Avexより発表した作品のベストアルバム「D 10TH ANNIVERSARY BEST ALBUM『Bloody Rose "Best Collection 2007-2011"』」がリリース。
- 8月28日、通算19枚目のにして再メジャーデビューシングル「Rosenstrauss」をリリース。
- 10月30日、Dの10周年記念ライブを収録したDVD「D 10th Anniversary Special Premium Live 2013 "Bon Voyage!" ～at 渋谷公会堂～」をFC限定でリリース。
- 12月11日、通算20枚目のシングル「DARK WINGS」リリース。

2017年
- 4月1日、2016年に行われた夏ツアーの模様を納めたライブ&ドキュメントDVD「D TOUR 2016 Wonderland Savior ～太陽の歯車～ ツアードキュメント & 5 songs LIVE」発売[9]。
- 6月28日、シングル「Dark fairy tale」リリース[10]。
- 10月27日、ミニアルバム「愚かしい竜の夢」をリリース[11]。

2018年
- 6月27日、シングル「Revive ～荒廃都市～」リリース[12][13][14][15][16][17]。
- 11月14日、シングル「Deadly sin」リリース[18][19]。

2019年
- 7月10日、シングル「道化師のカタルシス」リリース[20][21][22]。

2023年
- 5月19日、2024年3月にバンド結成20周年を迎えると同時に活動休止することを発表した[23]。
- 12月2日、無期限活動休止前 Last Tour 2023～2024「血界」を開始。

2024年
- 3月7日・8日、無期限活動休止前 Last Tour 2023～2024「血界」の最終日。豊洲PITでラストライブを開催し無期限活動休止[24]した。

## 作品

### シングル
|              | タイトル                                           | 発売日         | 備考                                                     |              |
| インディーズ | インディーズ                                       | インディーズ   | インディーズ                                             | インディーズ |
| ------------ | -------------------------------------------------- | -------------- | -------------------------------------------------------- | ------------ |
| 1st          | 夢なりし空中庭園                                   | 2004年5月12日  | オリコンインディーズチャート5位 オリコン週間チャート71位 |              |
| 3rd          | 真昼の声 ～Synchronicity～                         | 2005年1月12日  | オリコンインディーズチャート1位 オリコン週間チャート61位 |              |
| 5th          | 闇より暗い慟哭のアカペラと薔薇より赤い情熱のアリア | 2005年6月22日  | オリコンインディーズチャート1位 オリコン週間チャート81位 |              |
| 6th          | 太陽を葬(おく)る日                                 | 2006年8月3日   | オリコンインディーズチャート1位 オリコン週間チャート52位 |              |
| 7th          | Dearest you                                        | 2007年4月25日  | オリコンインディーズチャート1位 オリコン週間チャート43位 |              |
| 8th          | 桜花咲きそめにけり                                 | 2007年7月18日  | オリコンインディーズチャート1位 オリコン週間チャート39位 |              |
| 9th          | Schwarzschild                                      | 2007年8月15日  | オリコンインディーズチャート1位 オリコン週間チャート40位 |              |
| メジャー     |                                                    |                |                                                          |              |
| 10th         | BIRTH                                              | 2008年5月7日   | メジャー・デビュー・シングル オリコン週間チャート8位     |              |
| 11th         | 闇の国のアリス/波紋                                | 2008年9月3日   | オリコン週間チャート9位                                  |              |
| 12th         | Snow White                                         | 2009年1月21日  | オリコン週間チャート6位                                  |              |
| 13th         | Tightrope                                          | 2009年9月23日  | オリコン週間チャート9位                                  |              |
| 14th         | Day by Day                                         | 2009年12月2日  | オリコン週間チャート16位                                 |              |
| 15th         | 風がめくる頁                                       | 2010年3月10日  | オリコン週間チャート22位                                 |              |
| 16th         | 赤き羊による晩餐会                                 | 2010年7月28日  | オリコン週間チャート24位                                 |              |
| 17th         | In the name of justice                             | 2010年11月17日 | オリコン週間チャート22位                                 |              |
| インディーズ |                                                    |                |                                                          |              |
| 19th         | Dying Message                                      | 2012年5月30日  | オリコンインディーズチャート1位 オリコン週間チャート26位 |              |
| 20th         | 断罪の銃士（ガンナー）                             | 2012年7月18日  | オリコンインディーズチャート4位 オリコン週間チャート16位 |              |
| メジャー     |                                                    |                |                                                          |              |
| 22nd         | Rosenstrauss                                       | 2013年8月28日  | オリコン週間チャート18位                                 |              |
| 23rd         | DARK WINGS                                         | 2013年12月11日 | オリコン週間チャート13位                                 |              |
| 24th         | 月の杯                                             | 2014年7月23日  | 4タイプ同時発売                                          |              |
| 25th         | HAPPY UNBIRTHDAY                                   | 2015年9月16日  | 4タイプ同時発売                                          |              |
| 26th         | MASTER KEY                                         | 2015年12月9日  | 4タイプ同時発売                                          |              |
| 27th         | Dark fairy tale                                    | 2017年6月28日  | 4タイプ同時発売                                          |              |
| 28th         | Narrow Escape                                      | 2018年4月12日  | 2タイプ同時発売                                          |              |
| 29th         | Revive ～荒廃都市～                                | 2018年6月27日  | 3タイプ同時発売                                          |              |
| 30th         | Deadly sin                                         | 2018年11月14日 | 3タイプ同時発売                                          |              |
| 31st         | 道化師のカタルシス                                 | 2019年7月10日  |                                                          |              |
| 32nd         | UNCROWNED KING                                     | 2019年11月20日 |                                                          |              |
|              | Hard Koala                                         | 2020年5月8日   | チャリティシングル                                       |              |
|              | ACACIA～Pray For Australia～                       | 2020年5月8日   |                                                          |              |
|              | Draco animus                                       | 2021年4月6日   |                                                          |              |
|              | REVENANT                                           | 2023年4月18日  |                                                          |              |
|              | シュヴァルツヴァルトの獣                           | 2023年7月29日  |                                                          |              |

### アルバム
|     | 発売日                                                  | タイトル                        | 規格                  | 備考                                                                           |
| 1st | （初回） 2005年9月28日 （通常） 2006年2月8日            | The name of the ROSE            | 12cmCD CD+DVD         | 5000枚限定販売 オリコンインディーズチャート1位、オリコン週間チャート初登場85位 |
| 2nd | （予約限定盤） 2006年10月18日 （通常盤） 2006年11月22日 | Tafel Anatomie                  | 12cmCD CD+BOOK        | オリコンインディーズチャート1位、オリコン週間チャート初登場38位                |
| 3rd | 2007年11月7日                                           | Neo culture〜Beyond the world〜 | 12cmCD CD+DVD         | オリコンインディーズチャート2位、オリコン週間チャート初登場31位                |
| 4th | 2009年2月25日                                           | Genetic World                   | 12cmCD CD+DVD         | メジャーデビューアルバム オリコン週間チャート初登場11位                        |
| 5th | 2010年3月24日                                           | 7th Rose                        | 12cmCD CD+DVD CD+BOOK | オリコン週間チャート初登場37位                                                 |
| 6th | 2011年1月12日                                           | VAMPIRE SAGA                    | 12cmCD CD+DVD 2CD     | オリコン週間チャート初登場29位                                                 |
| 7th | 2014年11月12日                                          | KINGDOM                         | 12cmCD CD+DVD CD+BOOK | オリコン週間チャート初登場-位                                                  |
| 8th | 2016年10月26日                                          | Wonderland Savior               | 12cmCD CD+DVD         | オリコン週間チャート初登場-位                                                  |

### ミニ・アルバム
|     | 発売日         | タイトル                                 | 規格          | 備考                                                            |
| 1st | 2003年7月18日  | NEW BLOOD                                | 12cmCD        | 3000枚限定販売                                                  |
| 2nd | 2004年1月7日   | PARADOX                                  | 12cmCD        | 5000枚限定販売                                                  |
| 3rd | 2006年5月3日   | 夢なりし空中庭園                         | 12cmCD        | シングル「夢なりし空中庭園」に曲を追加した新装版                |
| 4th | 2011年11月21日 | 皇帝（ファンディー）〜闇に生まれた報い〜 | 12cmCD        | 会場販売、公式通販限定MINI ALBUM                                |
| 5th | 2012年11月14日 | 名もなき森の夢語り                       | 12cmCD        | オリコンインディーズチャート1位、オリコン週間チャート初登場33位 |
| 6th | 2017年10月27日 | 愚かしい竜の夢                           | 12cmCD CD+DVD | 会場販売、公式通販限定MINI ALBUM                                |

### ベスト・アルバム
|     | 発売日         | タイトル                                                                 | 規格                                                            | 備考                                   |
| 1st | 2013年4月7日   | D 10th Anniversary GOD CHILD RECORDS Best Selection「Treasure Box」      | 12cmCD + DVD                                                    | 自身初のベスト。                       |
| 2nd | 2013年8月21日  | D 10TH ANNIVERSARY BEST ALBUM『Bloody Rose "Best Collection 2007-2011"』 | 12cmCD + 12cmCD 12cmCD + 12cmCD + DVD 12cmCD + 12cmCD + Blu-ray | Avex所属時代に発表された作品のベスト。 |
| 3rd | 2014年3月26日  | D Vampire Chronicle ～V-Best Selection～                                 |                                                                 |                                        |
| 4th | 2018年12月19日 | D Vampire Chronicle ～V-Best Selection Vol.2～                           |                                                                 |                                        |

### ライブ・アルバム
| 発売日        | タイトル                                                    | 規格        |
| ------------- | ----------------------------------------------------------- | ----------- |
| 2009年3月18日 | D Tour 2008 Alice in Dark edge FINAL〜LIVE ALBUM+PHOTO BOOK | 12cmCD+BOOK |

### FC,会場限定シングル
| 発売日                                                                | タイトル                     | 規格          | 備考                                                                    |
| --------------------------------------------------------------------- | ---------------------------- | ------------- | ----------------------------------------------------------------------- |
| 2003年11月27日                                                        | Alice                        | 12cmCD        | 目黒鹿鳴館にて配布                                                      |
| （東京）2004年11月4日 （名古屋）2004年11月13日 （大阪）2004年11月23日 | 繭月の棺                     | 12cmCD        | 会場限定販売シングル                                                    |
| 2005年2月17日                                                         | 白い夜                       | 12cmCD        | O-EASTにて配布                                                          |
| 2011年7月28日                                                         | 鳥籠御殿 〜L'Oiseau bleu〜   | 12cmCD CD+DVD | 会場販売、公式通販限定シングル                                          |
| 2012年2月13日                                                         | Ultimate Lover               | 12cmCD        | FC限定シングル                                                          |
| 2012年2月13日                                                         | Nyanto-shippo"De"!?          | 12cmCD        | FC限定シングル                                                          |
| 2013年4月12日                                                         | Bon Voyage!                  | 12cmCD CD     | 渋谷公会堂、会場限定販売シングル                                        |
| 2013年12月15日                                                        | 太陽を背にして               | 12cmCD CD     | TOKYO DOME CITY HALLのライブにて配布                                    |
| 2014年12月13日                                                        | Dandelion                    |               | 舞浜アンフィシアターにて配布                                            |
| 2016年                                                                | 秘密結社K倶楽部              |               | D TOUR 2016「Wonderland Savior～太陽の歯車～」会場限定CD                |
| 2017年8月29日                                                         | 斯くも深き魂の輪舞曲(ロンド) |               | D TOUR 2017「Dark fairy tale」ツアーファイナル公演8.29赤坂BLITZにて配布 |
| 2018年12月21日                                                        | 組曲「狂王」                 |               |                                                                         |
| 2023年1月20日                                                         | 薔薇の聖戦                   |               |                                                                         |
| 2023年11月4日                                                         | 血界 NEW WORLD               |               |                                                                         |

### オムニバス
| 発売日        | タイトル                                  | 参加曲         | 規格   | 参考                                       |
| ------------- | ----------------------------------------- | -------------- | ------ | ------------------------------------------ |
| 2004年2月25日 | CANNONBALL Vol.1                          | 嘆きの天使     | 12cmCD |                                            |
| 2004年7月28日 | Japanese Rock Collectionz Cure            | EDEN           | 12cmCD |                                            |
| 2011年1月26日 | CRUSH! -90's V-Rock best hit cover songs- | 月下の夜想曲   | 12cmCD | ヴィジュアル系バンドMALICE MIZERのカバー。 |
| 2013年3月27日 | TREASON -The cutting edge of Rock press-  | Night ship “D” | 12cmCD |                                            |

### 映像作品
|     | 発売日         | タイトル                                                                          | 規格 | 備考 |
| 1st | 2007年3月14日  | D Tafel Anatomie TOUR 2006〜12.06 TOUR FINAL 渋谷公会堂〜                         | DVD  |      |
| 2nd | 2008年7月30日  | D LAST INDIES TOUR 2008 Follow me〜05.05 FINAL 赤坂BLITZ〜                        | DVD  |      |
| 3rd | 2009年3月18日  | D TOUR 2008 alice in dark edge FINAL DVD                                          | DVD  |      |
| 4th | 2010年3月31日  | D 1st Video Clips                                                                 | DVD  |      |
| 5th | 2011年4月27日  | D Tour 2010 In the name of justice FINAL DVD                                      | DVD  |      |
| 6th | 2011年11月24日 | D Tour 2011 Vampire Saga-Path of the Rose-European Tour and A-Kon Documentary DVD | DVD  |      |
| 7th | 2012年10月18日 | D Tour 2012 Dying message-2012 Overseas Odyssey Tour Documentary & Off-Shot DVD   | DVD  |      |
| 8th | 2013年10月30日 | D 10th Anniversary Special Premium Live 2013 "Bon Voyage!" ~at 渋谷公会堂~        | DVD  |      |

### 書籍
| 発売日         | タイトル                                                | 規格                                 | 備考 |
| -------------- | ------------------------------------------------------- | ------------------------------------ | ---- |
| 2009年11月2日  | D/Official Score Book                                   | バンドスコア                         |      |
| 2011年10月31日 | D Tour 2011 VAMPIRE SAGA Path of the Rose Memorial Book | 数量限定、海外ツアーメモリアルブック |      |

### タイアップ
| 曲名                            | タイアップ |
| ------------------------------- | --- |
| 闇の国のアリス                  | 映画『トワイライトシンドローム デッドゴーランド』主題歌                                                          |
| 闇の国のアリス                  | 日本テレビ系『音楽戦士 MUSIC FIGHTER』8月度エンディングテーマ                                                    |
| 波紋                            | ニンテンドーDSゲームソフト『トワイライトシンドローム〜禁じられた都市伝説〜』エンディングテーマ                   |
| Snow White                      | TBS系『恋するハニカミ!』主題歌（2009年）                                                                         |
| what is Going On with The Human | 映画『GOTH』CMソング                                                                                             |
| Day by Day                      | 恋愛シミュレーション携帯ゲーム『ラブφサミット』テーマ曲                                                          |
| 風がめくる頁                    | TBS系ドラマ『新撰組異聞PEACE MAKER』オープニングテーマ                                                           |
| Dying Message                   | 読売テレビ（日本テレビ系）『ザ・狩人（ハンター）～こちら地球情報局～』エンディングテーマ                         |
| 断罪の銃士（ガンナー）          | テレビ東京系『淳の乾杯してみたっ！』エンディングテーマ                                                           |
| 名もなき森の夢語り              | テレビ東京系『フカボリン』エンディングテーマ                                                                     |
| Rosenstrauss                    | ダークファンタジーカードRPG「VAMPIRE SAGA -薔薇の宝冠-」テーマソング TBS『パフォーマンスZ』エンディングテーマ    |
| DARK WINGS                      | ダークファンタジーカードRPG「VAMPIRE SAGA -薔薇の宝冠-」第2期テーマソング テレ玉HOT WAVE12月度エンディングテーマ |

## テレビ出演

### 薔薇の館
2008年10月1日から2009年7月12日まで、テレビ埼玉にてオンエアされたD主催のレギュラー番組。全29回。

番組内ではDのインタビューやリリーズ、グッズの発表をはじめ「RuizaのROCK D」、でぃ散歩、ASAGIの猫カフェ、猫の国のニャリスなど様々なコーナーや企画が放送された。

### 秘密の薔薇園
HOT WAVEにて、2013年7月より一ヶ月間マンスリーレギュラー「秘密の薔薇園」が放送。

## Mad tea party
D主催のライブイベント。元々は、Dの初ワンマンに付けられたタイトルであったものが、諸々の事情によりセッション大会になったのが始まり。

親交のある多数のヴィジュアル系バンドが出演し、Dと同世代のバンドのみならず、先輩格に当たるX JAPANのheathや元Laputaのメンバー等、前世代の人気バンドのメンバーらも出演した。

現在までの主な出演バンドはPhantasmagoria、lynch.、JILS、宇宙戦隊NOIZなど。
- Mad tea party vol.1 2003年8月2日 高田馬場AREA
- Mad tea party vol.2 2004年2月18日 高田馬場AREA
- Mad tea party vol.3 2004年6月25日 高田馬場AREA
- Mad tea party vol.4 2004年10月1日 高田馬場AREA
- Mad tea party vol.5 〜薔薇より赤く〜 2005年3月12日 高田馬場AREA
- Mad tea party vol.6 〜闇より黒く〜 2005年3月13日 高田馬場AREA
- Mad tea party vol.7 2005年8月下旬 全四回 東名阪
- Mad tea party vol.8 〜10 2006年2月 東名阪
- Mad tea party vol.11 〜19 2006年8月 ファイナル SHIBUYA-AX
- Mad tea party vol.20 〜22 2009年11月 ファイナル 品川ステラボール

## Mad tea party MAGAZINE
2005年8月に創刊された、Dプレゼンツによる音楽誌。

Vol.3以降、SPECIAL PHOTO BOOKが同時発売されている。

D以外にも、様々なヴィジュアル系バンドのメンバーのインタビューが多数掲載されており、これまでに登場した主なバンドはPhantasmagoria、JILS、PENICILLINなど。

2008年3月12日発売のVol.10をもって一時休刊するも、2009年秋に再刊が決定した。

## 森の仲間達
森の仲間達（もりのなかまたち）とはDがファンクラブ限定ライブ内で行われるファンサービスのことであり、ASAGI、Ruiza、HIDE-ZOU、Tsunehito、HIROKIの5人がそれぞれ動物の着ぐるみを着てライブを行うなどしている。またこの「森の仲間達」の時でしか演奏されない曲もある。
- NYASAGI(ASAGI)

猫、呼び名は「ニャサギ」。毛玉城の城主であり毛玉忍法第一人者でもある。ヒョウ柄の左肩部分にはなぜか薔薇の縫い取りがある。他は以前謎に包まれている。ミー、ドナ、チミ、ぽにょを率いている。
- Risuza(Ruiza)

リス、呼び名は「リスザ」。NYASAGIと共に戦う仲間。甘いものが大好きで関西弁を話す。
- HIDEX(HIDE-ZOU)

フェニックス（鳥）、呼び名は「ヒデックス」。NYASAGIと共に戦う仲間。燃え盛る火の鳥を思わせ、空中戦を得意とする。好物はラーメン。
- Chunezumi(Tsunehito)

ネズミ、呼び名は「チュネズミ」。NYASAGIと共に戦う仲間。愛らしいルックスに反して中身はRockなネズミ。
- PAROKI(HIROKI)

パンダ、呼び名は「パロキ」。NYASAGIと共に戦う仲間。ソフトマッチョなパンダ。戦いの後に飲むビールを毎日楽しみにしている。